# John Wynn (1er baronnet)
John Wynn, 1er baronnet (1553 - 1er mars 1627), est un baronnet gallois, membre du Parlement et antiquaire.

## Biographie
Il est le fils de Morys Wynn ap John, à qui il succède en 1580, héritant du château de Gwydir dans le Caernarfonshire. John fait ses études au All Souls College d'Oxford (1570, obtenant un BA 1578) et étudie le droit à Furnival's Inn (1572) et à l'Inner Temple (1576). Il prétend descendre directement des princes de Gwynedd par Rhodri ab Owain fils d'Owain Gwynedd. La lignée masculine de sa famille s'éteint en 1779 et la lignée masculine aînée passe à la famille Anwyl of Tywyn. Sa mère est Jane (Siân) Bulkeley, fille de Sir Richard Bulkeley et de son épouse Catherine Griffith, et sœur de Sir Richard Bulkeley, chef de la branche d'Anglesey d'une puissante famille de propriétaires terriens, originaire du Cheshire.
Il est député de ce comté en 1586  et exerce les fonctions de shérif de Caernarvonshire pour 1587-1588 et 1602-1603 et de shérif de Merionethshire pour 1588-1589 et 1600-01. Il est nommé sous-lieutenant de Caernarvonshire en 1587, membre du Conseil des Marches du Pays de Galles c.1603  et Custos Rotulorum de Caernarvonshire en 1618 (jusqu'à 1627).
Wynn est considéré comme belliqueux et comme un mauvais voisin et propriétaire. Ses poursuites durent souvent pendant de nombreuses années; certains sont contre ses propres parents comme Richard Bulkeley et les Griffiths du château de Penrhyn. Il est considéré comme une telle nuisance publique qu'en 1615, le Conseil des Marches du Pays de Galles, dont il est un ancien membre, le réprimande, le condamnant à une amende et l'emprisonne brièvement.
En 1606, il est fait chevalier et en 1611 devient le premier des baronnets Wynn. Il s'intéresse à plusieurs entreprises minières et trouve aussi du temps pour des études d'antiquaires.

## Famille
Il épouse Sidney, fille de William Gerard (en), Lord Chancelier d'Irlande, et de sa femme Dorothy Barton, dont il a 10 fils et 2 filles. Son fils aîné, John, est marié à Eleanor Cave en 1606 et meurt en Italie en 1614.
Le successeur de John est son deuxième fils, Richard. Sa fille Elizabeth épouse John Bodvel de Caerfryn, et est la mère de John Bodvel (en). Une autre fille, Mary, épouse Roger Mostyn.

## Travaux

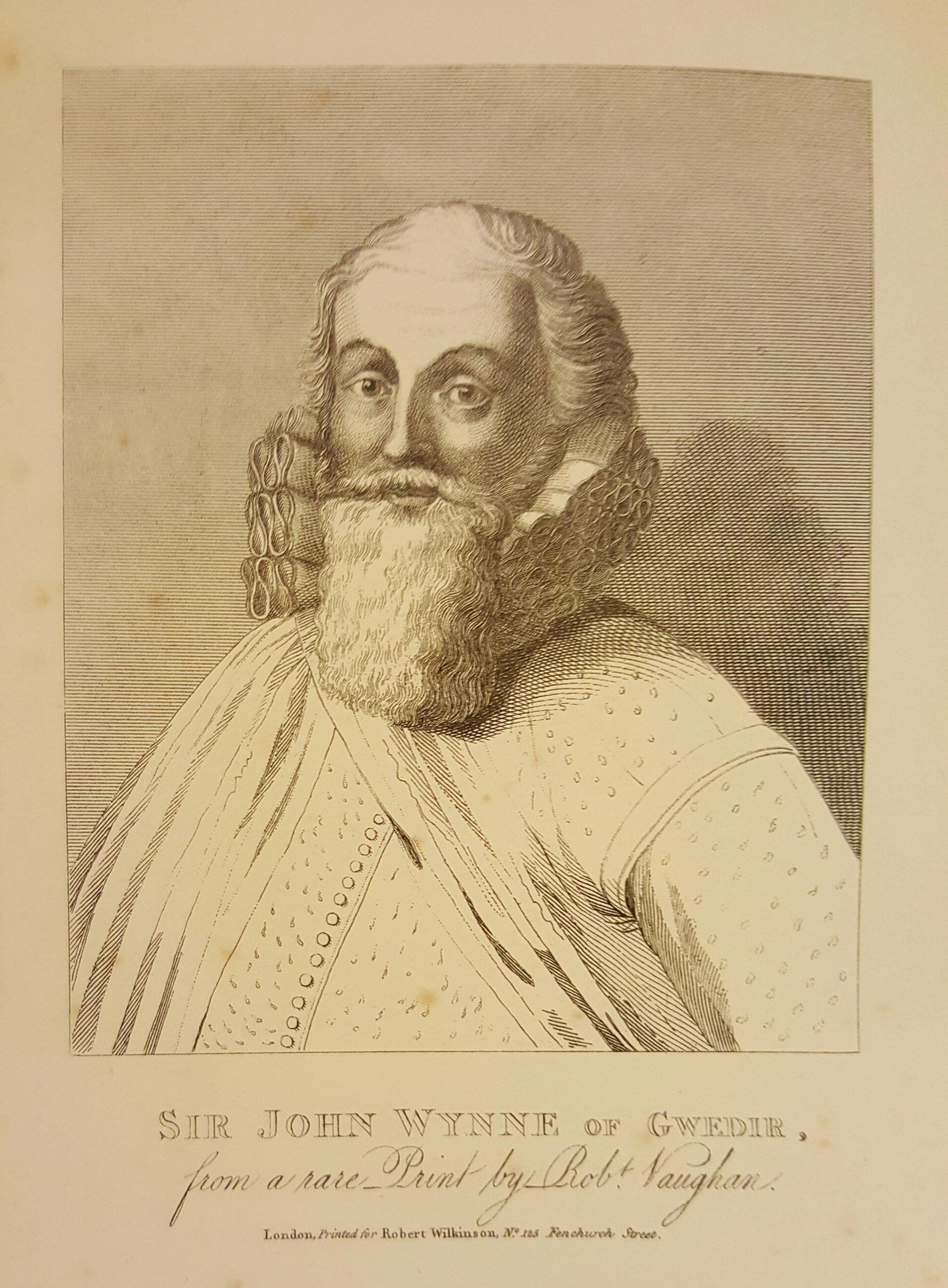
John Wynn tel que décrit dans "Histoire de la famille Gwydir"

L'ouvrage de Wynn The History of the Gwydir Family, qui a une grande réputation dans le nord du Pays de Galles, vise à affirmer sa prétention à l'ascendance royale. Dans une contestation judiciaire de ces réclamations, Thomas Prys de Plas Iolyn intente une action contre lui et John est contraint de se défendre devant le tribunal. Il gagne l'affaire et est ensuite reconnu comme l'héritier masculin le plus important de la maison Gwynedd. En vertu de la loi galloise sur la succession, le chef de la famille Price of Esgairweddan à l'époque, descendant d'Iorwerth ab Owain Gwynedd et Dafydd II, dirige la lignée aînée et est de jure prince de Gwynedd, mais il meurt en 1702 et le titre royal serait passé de la famille Wynn de Gwydir à cette époque. Le livre de John Wynn est d'abord publié par Daines Barrington en 1770 et en 1878 une édition est publiée à Oswestry. C'est le seul ouvrage qui décrit l'état de la société dans le nord du Pays de Galles au XVe et au début du XVIe siècle .

## Héritage
A Llanrwst Wynn fonde un hôpital et dote une école, aujourd'hui Ysgol Dyffryn Conwy. Son domaine de Gwydir revient à Robert Bertie, premier duc d'Ancaster, au XVIIe siècle, par son mariage avec l'héritière des Wynns. À la mort de l'avant-dernier duc en 1779, Gwydir passe à sa sœur Priscilla, la baronne Willoughby de Eresby à part entière, dont l'époux est créé baron Gwydyr.
À la mort d'Albéric, baron Willoughby de Eresby en 1870, ce titre (aujourd'hui confondu avec celui de comte d'Ancaster) tombe en désuétude entre ses deux filles, tandis que celui de baron Gwydir passe à son cousin et héritier mâle. Gwydir lui-même est vendu par le comte d'Ancaster en 1895, la maison et une partie du domaine étant achetées par Lord Carrington, qui prétend également descendre de John Wynn.

## Sources
- A.H.D., The History of Parliament : the House of Commons 1558-1603, Boydell and Brewer, 1981 (lire en ligne), « Wynn, John (1554-1627), of Gwydir, Caern »
- BBC staff, « Llanrwst Almshouses celebrate 400 years », BBC News Wales,‎ 27 mai 2010 (lire en ligne, consulté le 27 mai 2010)
- The history of Gwyhir family : Wynn, John, 1553-1627, Oswestry, Woodall & Venables, 1878 (lire en ligne)
- History of the Gwydhir family, 1669 (lire en ligne)